# 안희정
안희정(安熙正, 1964년 12월 1일~)은 대한민국의 정치인이다. 고려대학교 재학 시절 독재 정권에 맞서는 학생 운동에 참여하였다. 이후 정계에 입문해 대부분의 성향적으로 노무현 계파에 속하였으며, 제36·37대 충청남도지사 등을 역임하였다. 본관은 순흥이며, 충남 논산 출생이다.
1989년 김영춘의 소개로 인하여 통일민주당 김영삼 총재의 측근인 당시 국회의원 김덕룡 의원실 비서로 일하며 정계에 입문했다. 이후 1991년 1월부터 1992년 4월까지 민주당 이철 국회의원의 비서실 보좌관이었다. 1994년 이광재의 권유로 인하여 노무현이 만든 지방자치실무연구소에서 사무국장으로 일했고, 2002년 제16대 대통령 선거에서는 새천년민주당 노 후보 캠프 정무팀장을 맡았으며, 2008년 민주당 최고위원 등을 역임했다. 이어 같은해인 2008년 '더좋은민주주의연구소'를 설립하였다. 2010년부터 민선 제5·6기 제36·37대 충청남도지사를 역임했다. 하지만 성폭력 범죄를 저질러 2018년 3월 6일 지사직에서 사퇴하였다.

## 생애

### 유년기
충청남도 논산군 연무읍 마산리에서 2남 3녀 중 차남으로 태어났다. 본관은 순흥으로 양공공파 29세손이다.
할아버지는 강경읍의 강경 포구에서 객주점을 하면서 상당한 재산을 모은 부자였는데 가세가 점점 기울어 그의 아버지는 땅을 처분하고 마산리로 옮겨오면서 논산에 자리를 잡게 됐다. 아버지는 마산리에서 철물점을 운영하였다.
초등학교 1학년 때부터 종종 학급의 반장에 선출됐다. 초등학교, 중학교 때는 학생회장도 맡았다.
1980년 대전으로 유학해 소위 뺑뺑이 2기로 남대전고등학교에 입학했으나 1학년 때 대전 제일서점 주인에게서 건네받았던 민주화 잡지 "평천하"를 읽었다는 이유로 입학한 지 7개월 만에 제적되었다.

### 고교 중퇴와 대학 운동권 활동
이후 서울에 있는 성남고등학교에 진학했으나 마찬가지로 자퇴하고 대학생들과 같이 국풍81 반대 운동에 참여하던 중 제대로 학생운동을 하기 위해, 대학에 가야 한다고 생각하여 제대로 된 입시 공부를 시작한다. 고등학교 검정고시에 합격 후 1983년에 고려대학교 철학과에 입학하였다. 4학년 때 자신이 주동이 된 고려대학교 내의 운동권 서클 14개 통합하여 '애국학생회'를 조직하고, 전국대학생대표자협의회(전대협)의 초석을 놓는데 참여하였다.
1988년 반미 청년회 사건으로 국가안전기획부에 체포되어 10개월 동안 수감되었다.

### 정계 입문
김영춘의 소개로 1989년 1월부터 통일민주당 김영삼 총재의 측근인 김덕룡 국회의원실 비서로 일하게 됐다. 1990년 1월 3당합당이 일어났을 때 이기택, 김정길, 장석화, 박찬종, 홍사덕, 이철, 노무현 7인이 3당합당을 거부하며 김영삼을 따라가지 않고 새 민주당을 결성했다. 통일민주당에 있던 당직자 중 안희정을 포함한 18인이 잔류를 택했다. 이후 이철 사무총장의 비서로 일하게 됐다.
1991년 사직서를 내고 창원에서 노동복지회관을 짓는 공사장에서 2달 동안 건설 일용직 생활을 했다. 마침내 제14대 총선에서 이철의 당선을 끝으로 1992년 4월에 비서직을 사임했다.

### 노무현 정부시절
비서직 사임 이후 출판사 영업부장으로 일했다. 제적되었던 고려대학교 철학과에 복학하여 졸업했다. 이광재와 함께 제14대 총선에서 낙선한 노무현을 돕는 일을 시작해 1994년 6월부터 지방자치실무연구소의 사무국장으로 일했다.
2002년에는 새천년민주당의 노무현 대통령 후보 캠프에서 정무팀장을 지내며 노무현을 대통령으로 당선시키는 데 일조했다. 하지만 노무현 당선 이후에는 부패 혐의로 실형을 선고받았다. 검찰조사에서 박연차 태광실업 회장에게 백화점 상품권 5000만 원어치를 받았다는 것이 드러났다. 2003년 12월에 여러 기업(삼성)으로부터 대선 자금을 받은 혐의로 염동연과 함께 구속기소됐다. 2004년 9월 항소심에서 징역 1년을 선고받아 서울구치소에서 복역했다. 그 후 참여 정부 임기 동안 공직을 맡지 않았다. 2007년에 참여 정부의 많은 업적들이 제대로 평가받지 못하는 점이 안타깝다며 참여정부평가포럼을 출범시키고 상임집행위원장을 역임했다.
김대중, 노무현 2명의 대통령의 정신을 계승하겠다는 공약을 내세우며 2008년 7월 6일에 통합민주당의 최고위원으로 선출되었다. 선출된 뒤에는 지방자치실무연구소의 맥을 잇는 더좋은민주주의연구소의 설립을 주도했다.

### 충청남도지사 당선
2010년 안희정은 충청남도지사에 출마하겠다고 선언하였다. 그해 6월 2일에 치러진 제5회 전국동시지방선거에서 자유선진당의 박상돈 후보를 2.4%p 차이로 누르고 충청남도지사에 당선되었다.

1. 도청 이전 사업을 마무리하고 내포신도시를 건설
2. 농어촌에 희망을 심어주기 위한 3농혁신을 추진
3. 저출산·고령화 시대에 대비한 대책을 확대
4. 수도권 규제 완화에 대응하여 신균형 발전 대안을 마련
5. 산업·도시화에 상응하는 사회·도시 인프라를 구축
6. 사회 양극화와 도내 불균형 발전 문제를 해소하기 위해 노력
7. 온전한 지방자치 실현을 위한 자치분권을 추진
8. 일 잘하고 투명한 도정을 이루는 행정혁신 추진

안희정의 충청남도지사 당선 이후 2014년 충청남도는 한국매니페스토실천본부의 공약이행평가에서 4년 연속 최우수(SA)등급을 받아 전국 1위를 차지했다. 안희정은 2013년 《시사저널》의 '차세대 리더 100인' 중 정치 분야 1위로 선정됐다.
재산 신고액 8억1천318만원, 납세액 2천 702만원을 신고한 2014년 6월 4일 치러진 제6회 전국동시지방선거에서 새누리당의 정진석 후보를 8% 차이로 누르고 재선에 성공했다.

### 제19대 대통령 선거
2016년 제19대 대통령 선거에 나갈 의사가 있음을 드러냈다. 2017년 1월 22일 제19대 대통령 선거 출마 의사를 공식적으로 밝혔으며, 이후 치러진 더불어민주당 대선 후보 경선에서 353,631표를 얻었으나 582,788표 차로 문재인 후보에게 패배하여 2위를 했다.
2017년 12월 18일 안희정 충청남도지사는 내년에 있을 제7회 전국동시지방선거에 출마하지 않겠다고 선언하였고, 국회의원 재보궐선거에도 현재로서는 고려하고 있지 않다고 밝혔다.

## 사건

### 국가보안법 위반 사건
- 국가보안법 위반: '애국 학생회' 사건으로 징역 1년 6월 집행유예 2년, 자격정지 1년 - 1987년 9월 24일 선고받고 1988년 2월 27일 특별사면되었다.[14]
- 고려대학교 철학과 4학년 휴학 중 "미국 타도 목적으로 1987년 12월 중순 대통령 선거 직후 전국 26개 대학을 중심으로 주체사상파를 포섭하여 1988년 1월 20일 결성한 대학생 단체"라고 국가안전기획부가 밝힌 '반미 청년회' 소속 회원으로 서울 미국문화원 점거 농성 사건 등을 배후조종하고 '대한항공 858편 폭파 사건은 날조'라는 대자보와 유인물을 대학가에 배포한 혐의로 구속되어[22] 1988년 12윌 21일에 징역 1년 6월 집행유예 2년에 자격정지 1년 6월을 선고받고 출소하였다 야당인 평민당이 5월 19일 석방과 수배 해제를 요구한 시국 사건으로 구속•수배된 546명의 명단에 포함되었다.[23]

### 정치자금법 등 위반 사건
나라종금 사건과 관련해 생수회사 투자금 채무변제 방식 등으로 받은 불법 정치자금 3억9천만원을 참여사회 자치경영연구원 운영자금으로 사용한 혐의 등으로 불구속기소됐다가 2002년 대통령 선거를 전후해 썬앤문 불법자금 1억원에 이어 '용인땅 매매' 방식으로 강금원에게서 19억원을 무상으로 대여 받고 기업체에서  65억9천5백만원의 불법자금을 모금한 혐의 등(정치자금에 관한 법률 위반, 특정범죄가중처벌등에관한법률위반(알선수재)으로 구속기소된 안희정은 2004년 5월 5일 결심공판에서 검찰이 징역 7년에 추징 91억5500만원을 구형하자 눈물을 흘리며 "엄하게 꾸짖어 달라, 무슨 벌이든 달게 받겠다"라고 말했다.
서울중앙지방법원 제23형사부(재판장 김병운)는 6월 8일 "피고인이 오아시스 워터를 운영하면서 채무변제 방식 등으로 지원받은 3억9천만원에 대해 정치자금법 위반이 인정되며 삼성에서 받은 15억원이 '성명불상자에게서 받은 돈에 포함된다'는 주장도 받아들일 수 없다"며 징역 2년 6월에 몰수 1억원, 추징금 12억1000만원을 선고하자 항소했다.(서울중앙지방법원2003고합1439)
서울고등법원 제8형사부(재판장 김치중)는 2004년 9월 22일에 검찰이 구형한 징역 7년에 추징 51억9000만 원보다 가벼운 징역 1년에 몰수 1억원, 추징 4억9000만원을 선고했다.(서울고등법원2004노1511)
항소심 판결이 나온 이후에 참여연대가 "법원이 정치부패와 관련한 정치인과 기업인에 대해 잇따라 감형을 해주고 있다"는 논평을 내는 등 "솜방망이 대선자금 처벌"이라는 비판이 나왔다.
검찰과 안희정 모두 상고했지만 대법원(재판장 이용우 대법관, 주심 김영란 대법관)은 2004년 11월 25일 이를 모두 기각하고 판결을 확정했으며(대법원2004도6647) 안희정은 12월 10일 만기출소했다. 형이 확정됨에 따라 안 지사의 피선거권은 향후 5년간 제한됐으나 노무현 대통령은 2006년 8월 15일 특별복권했다.

### 성폭력 사건
2017년 6월말부터 안희정의 비서로 근무한 김지은이 "8개월 동안 안희정 충청남도지사로부터 4차례 강제적인 성관계와 수시로 성추행을 당했다"고 2018년 3월 5일에 밝혔다. 안희정의 배우자는 '피해자로 볼 수 없는 정황'이 있다고 주장했으나 최종심 결과 유죄가 선고되었다.
당시 더불어민주당은 2018년 3월 5일 오후 9시부터 긴급 최고위원회의를 소집한 여당의 유력한 대선 주자였던 안희정의 출당 및 제명을 결정했고 안희정은 즉시 충남도지사 직에서 사퇴했다.
해당 비서는 강간죄가 아닌 업무상위력간음죄, 업무상위력추행죄로 안희정을 고소했다. 또한 더좋은민주주의연구소의 여성 직원도 같은 혐의에 강제추행죄를 더하여 3개 조목으로 고소장을 제출했다. 안희정은 강압성을 부인했다.
김지은은 "안희정이 사적으로 쓰는 차명폰이 있으니 뒤져봐야 한다"고 했지만 조사는 이뤄지지 않았다. 검찰은 김지은이 성폭행과 무관한 충청남도지사 관용 전화기만 법원에 증거로 제출했다고 밝혔다. 안희정은 법원에서 "해당 차명폰을 직접 폐기했다"고 말했다. 검찰 관계자는 “안희정이 평소 자동메시지 삭제기능을 즐겨 사용해 차명폰에도 아무런 증거가 남지 않았을 것”이라고 해명했다.
이 사건이 불거진 이후 성관계 과정에서 안희정의 '위력'이 실제 있었는지를 취재하는 언론사 고위 간부에게 전화해 취재를 저지하려 했다는 증언이 나왔다.

#### 1심
서울서부지방검찰청은 2017년 7월 29일부터 2018년 2월 25일까지 해외 출장을 수행한 비서 김지은을 상대로 업무상 위력에 의한 간음 4회, 강제추행 5회, 업무상 위력에 의한 추행 1회를 저지른 혐의로 2018년 4월 11일 불구속 기소했으며, 결심공판에서 징역 4년을 구형했다. 또 안희정에게 성폭력치료강의 수강이수 명령과 신상공개 명령을 내려달라고 재판부에 요청했다.
2018년 8월 14일 1심을 맡은 서울서부지방법원 형사합의11부(조병구 부장판사)는 공판준비기일을 3회 가진 채 피고인은 3번째 공판준비기일부터 법정에 출석하여 2018년 7월 6일부터 7월 27일까지 7회에 걸친 심리를 진행하고 8월 14일에 선고기일을 열어 안희정의 모든 혐의에 무죄를 선고하였다. 재판부는 "이 사건은 정상적 판단력을 갖춘 성인 남녀 사이의 일이고, 저항을 곤란하게 하는 물리적 강제력이 행사된 구체적 증거는 보이지 않는다"며 "가장 중요하고 핵심적이며 사실상 유일한 증거가 피해자 진술"이라고 밝혔다.(서울서부지방법원2018고합75)

#### 항소심
항소심을 맡은 서울고등법원 형사12부(홍동기 부장판사)는 4회 공판준비기일 가운데 피고인은 네 번째 공판준비기일부터 법정에 출석하여 3회에 걸친 심리를 종결하고 형사소송법에서 정한 14일 이내가 아닌 23일이 지난 2월1일 선고기일을 열어 "성범죄 사건에서 피해자의 진술이 사소한 부분에서 다소 일관성이 없거나 최초 진술이 다소 불명확하게 바뀌었다 해도 그 진정성을 함부로 배척해선 안 된다고 지적하면서,"피해자의 주요 진술이 신빙성이 있으며, '업무상 위력'은 반드시 피해자의 자유 의사를 제압할 정도의 '유형적 위력'일 필요는 없다"고 판단하는 등 혐의 사실 10개 중 9개를 유죄로 인정하면서 무죄를 선고한 원심을 깨고 안희정에게 징역 3년 6개월의 실형을 선고하였으며,법정구속하여 안양교도소에 구금됐다.(서울고등법원2018노2354)

#### 상고심
2019년 2월 5일에 접수된 상고심을 맡은  대법원 2부(주심 김상환 대법관)는 7개월 만인 9월 9일에 "성폭행 피해자의 대처 양상은 피해자의 성정이나 가해자와의 관계 및 구체적인 상황에 따라 다르게 나타날 수밖에 없다"고 밝히며, "개별적, 구체적인 사건에서 성폭행 등의 피해자가 처한 특별한 사정을 충분히 고려하지 않은 채 피해자 진술의 증명력을 가볍게 배척해서는 안된다"고 판시하면서 무변론으로 상고 기각하고 징역 3년 6개월을 선고한 원심 판결을 확정하여 법원이 성 인지 감수성을 확립했다. 이와 함께 성폭력 치료 프로그램 40시간 이수 및 아동·청소년 관련 기관의 5년간 취업제한을 최종 명령했다.(대법원2019도2562) 사건 확정된 이후 광주교도소로 이감되어 복역하였으며 2020년 7월 4일에 어머니가 사망하면서 교도소장이 형기의 1/3가 지난 안희정에 대해 특별 귀휴를 검토했으나 저녁 늦게 광주지방검찰청에서 형집행정지신청을 허가하여 일시 석방했으며 안희정은 서울시 연건동 서울대학교병원에서 모친상을 치렀다.

#### 사건 이후
판결이 확정되면 누구나 판결문 열람이 가능하지만 법원은 1심부터 상고심까지 그의 사건에 해당하는 모든 판결문에 대해 열람을 제한했다.
안희정이 2심에서 징역형을 선고받고 법정구속된 이후인 2019년 2월 13일 안희정의 배우자 민주원은 “저는 김지은과 안희정을 용서할 수 없다. 두 사람이 저의 가정을 파괴했기 때문”이라며 “김지은은 안희정과 불륜을 저지르고도 그를 성폭행범으로 고소했다”고 주장하면서 "김지은을 피해자로 인정할 수 없다 그 사람이 적극적으로 제 남편을 유혹했다는 사실을 알고 있기 때문”이라고 주장했다. 이에 대해 안희정성폭력사건 공동대책위원회는 “가해자 가족에 의한 2차 가해 행위는 일반적으로 많이 일어나는 심각한 문제지만 이번엔 많은 국민들에게까지 무방비로 노출되고 있다. 안희정 배우자의 2차 가해 행위를 중단하라”고 촉구했다.
김지은은 2020년 3월 '안희정 성폭력 고발 554일간의 기록' 《김지은입니다》를 발간하였고 같은 해 7월 안희정, 충청남도 등을 상대로 3억 원의 손해배상청구소송을 제기하였다.

### 민사소송 사건
서울중앙지방법원 민사합의22부(부장판사 오덕식)는 오는 2021년 6월 11일 오전 10시40분 김지은이 안 희정, 충청남도를 상대로 낸 손해배상 청구소송의 1회 변론기일을 열었고 김지은 측 법률 대리인은 "안희정의 성범죄와 2차가해로 생긴 책임을 묻고 충남도에는 직무수행 중 벌어진 범죄로 인한 손해를 배상받기 위해 소를 제기했다"고 밝혔다.(서울중앙지방법원2020가합558819)
이에 안희정 측 대리인도 "김지은에게 2차 가해를 하지 않았다"며 "외상후스트레스 장애(PTSD)와 불법행위의 아무런 관련이 없다"고 주장했다
재판부가 김씨 측 대리인에 "신체감정을 할 의사가 있는지"를 물었고, 김씨 측 대리인은 "당사자와 논의한 후 가능하다면 바로 하겠다"고 답했으며 "개인의 불법행위라고 해도, 직무 관련성이 전혀 없는지를 명확하게 밝혀달라"고 충청남도 측 대리인에 말했다.
안희정 측이 재판부에 '불법행위가 아니다'고 한 말시 무슨 의미냐는 취재진의 질문에 "관련 형사재판에서 한 주장한 것처럼 합의하에 했다는 의미"라고 답했다.

## 논란

### 선의 발언 논란
안희정 충청남도지사는 2017년 2월 19일 오후 부산대학교에서 열린 '즉문즉답' 행사에서 "이명박, 박근혜 전 대통령은 선한 의지로 없는 사람들과 국민들을 위해서 좋은 정치하시려고 그랬습니다. 근데 그게 뜻대로 안 된 것이라고 생각합니다. 케이재단(케이스포츠), 미르재단(재단법인 미르)도 평창 동계 올림픽(2018년 평창 동계 올림픽)을 앞두고 사회적인 대기업들의 많은 좋은 후원금을 받아서 동계 올림픽을 잘 치르고 싶어하는 마음이실 것이라고 생각합니다."라고 발언하여 논란의 대상이 되었다. 이에 안희정 충청남도지사는 트위터를 통해 문제의 발언이 사실은 반어법을 사용한 것이라고 해명했다. 더불어민주당의 문재인 전 대표는 "정의의 출발이 될 수 있는 '분노'가 빠져 있다. 불의에 대한 뜨거운 분노가 있어야 정의를 바로 세울 수 있다."라고 지적했고, 이재명 경기도 성남시장은 "하필이면 부패 기득권자들의 선의를 따지는지 모르겠다. 국민들의 '선의'를 먼저 보아야 한다."라고 지적했다.

## 학력
- 1977년 구자곡국민학교 졸업
- 1980년 연무중학교 졸업
- 1980년 남대전고등학교 입학, 제적
- 1981년 성남고등학교 입학·중퇴
- 1982년 고등학교 검정고시 합격
- 1983년 고려대학교 문과대학 철학과 입학
- 1995년 고려대학교 문과대학 철학과 학사

## 경력
- 1989년: 통일민주당 김덕룡 국회의원 비서
- 1990년: 민주당 이철 사무총장실 비서
- 1994년: 지방자치실무연구소 사무국장
- 1998년: 자치경영연구원 사무국장
- 2001년: 제16대 대통령 선거 새천년민주당 노무현 대통령 후보 경선 캠프 사무국장
- 2002년: 제16대 대통령 선거 새천년민주당 노무현 대통령 후보 비서실 정무팀장
- 2002년 ~ 2003년: 제16대 노무현 대통령 당선자 비서실 정무팀장
- 2003년 2월: 새천년민주당 국가전략연구소 부소장
- 2004년 3월: 열린우리당 충청남도당 논산시·계룡시·금산군 지구당 창당준비위원장
- 2005년 3월: 고려대학교 아세아문제연구소 연구원
- 2007년: 참여정부평가포럼 상임집행위원장
- 2008년: 제18대 국회의원 선거 충남 논산시·계룡시·금산군 통합민주당 국회의원 예비후보
- 2008년 ~ 2010년: 민주당 최고위원
- 2008년 ~ 2010년: 민주당 충청남도당 논산시·계룡시·금산군 지역위원회 위원장
- 2008년: 더좋은 민주주의 연구소 소장
- 2009년: 민주당 원안추진특별위원회 위원장
- 2010년 6월 2일: 제5회 전국동시지방선거 당선(민선 5기, 충청남도지사, 민주당, 초선)
- 2010년 7월 ~ 2014년 6월: 제36대 충청남도지사(민선 5기, 민주당→민주통합당→민주당→새정치민주연합, 초선)
- 2014년 6월 4일: 제6회 전국동시지방선거 당선(민선 6기, 충청남도지사, 새정치민주연합, 재선)
- 2014년 7월 ~ 2018년 3월: 제37대 충청남도지사(민선 6기, 새정치민주연합→더불어민주당, 재선)
- 2015년 10월 ~ 2016년 9월: 제9대 전국시도지사협의회 감사
- 2016년 10월 ~ 2018년 3월: 더불어민주당 참좋은지방정부위원회 위원장
- 2017년 3월 ~ 2017년 4월: 더불어민주당 제19대 대통령 선거 경선 후보(최종 2위)

## 출연

### 다큐멘터리
- 《노무현입니다》 (2017년)

## 저서
- 《담금질》, 나남출판, 2008년 ISBN 9788930082648
- 《247명의 대통령》, 나남출판, 2010년 ISBN 9788930084499
- 《산다는 것은 끊임없는 시작입니다》, 위즈덤하우스, 2013년 ISBN 9788960866287
- 《콜라보네이션》, 스리체어스, 2016년 ISBN 9791186984055
- 《안희정의 함께, 혁명》, 웅진지식하우스, 2016년 ISBN 9788901213699

## 가족 관계
- 아버지 : 안동근 (1931년 ~ 2022년 3월 9일)
- 어머니 : 국중례 (1934년 ~ 2020년 7월 4일)
- 배우자 : 민주원 (1964년 ~ )
  - 장남 : 안정균 (1993년 ~ )
  - 차남 : 안형균 (1996년 ~ )
- 형 : 안희돈 (1963년 ~ )
- 여동생 : 안향미 (1966년 ~ )
- 여동생 : 안향숙 (1967년 ~ )
- 여동생 : 안향선 (1972년 ~ )

## 역대 선거 결과
|  | 42.25% |

|  | 52.21% |

## 소속 정당
| 소속 정당 | 소속 정당      | 소속 기간 | 비고           |
| --------- | -------------- | --------- | -------------- |
|           | 통일민주당     | 1989~1990 | 정계 입문      |
|           | 무소속         | 1990      | 탈당           |
|           | 민주당         | 1990~1991 | 창당           |
|           | 민주당         | 1991~1995 | 합당           |
|           | 통합민주당     | 1995~1996 | 합당           |
|           | 민주당         | 1996~1997 | 당명 변경      |
|           | 무소속         | 1997      | 탈당           |
|           | 새정치국민회의 | 1997~2000 | 입당           |
|           | 새천년민주당   | 2000~2003 | 합당           |
|           | 무소속         | 2003      | 탈당           |
|           | 열린우리당     | 2003~2004 | 창당           |
|           | 무소속         | 2004~2006 | 제명           |
|           | 열린우리당     | 2006~2007 | 복당           |
|           | 대통합민주신당 | 2007~2008 | 합당           |
|           | 통합민주당     | 2008      | 합당           |
|           | 민주당         | 2008~2011 | 당명 변경      |
|           | 민주통합당     | 2011~2013 | 합당           |
|           | 민주당         | 2013~2014 | 당명 변경      |
|           | 새정치민주연합 | 2014~2015 | 합당           |
|           | 더불어민주당   | 2015~2018 | 당명 변경      |
|           | 무소속         | 2018~현재 | 제명 정계 은퇴 |

## 같이 보기
| - 김영춘 - 김덕룡 - 노무현 - 이광재 - 장수천 | - 미투 운동 - 염동연 - 윤원철 - 강금원 |